# 라이너 바제도
라이너 바제도(독일어: Rainer Basedow, 1938년 5월 20일~2022년 5월 15일)는 독일의 배우, 성우이다.
뮐하우젠에서 태어났다.

## 출연 작품

### 영화
- 헤비레이싱(2007년)
- 시간의 바퀴(2003년)
- 아프트 연애 대소동(1984년)
- 왕도둑 호첸플로츠(1974년)
- 코미자르 X(1971년)
- 디 에브로 크로싱(1969년)
- 바이킹 후 비케임 어 비가미스트(1969년)